# Non guardarmi: non ti sento
Non guardarmi: non ti sento (See No Evil, Hear No Evil) è un film del 1989 diretto da Arthur Hiller.
Accolto da recensioni contrastanti, Non guardarmi: non ti sento fu l'ultimo successo al botteghino per la coppia comica Pryor-Wilder. Il loro film successivo, Non dirmelo... non ci credo del 1991, si rivelò un flop sia dal punto di vista commerciale sia da quello della critica, e avrebbe sancito la fine della collaborazione tra i due attori.

## Trama
Dave Lyons, un uomo affetto da sordità, e Wally Karue, un cieco, si incontrano quando il secondo chiede di essere assunto nel negozio del primo. Un giorno nel negozio si presenta un signore che cerca Wally e si spaccia per un allibratore, ma mentre Dave è girato di spalle l'uomo viene assassinato da una donna bellissima e spietata di nome Eve.
Wally, avendo sentito lo sparo, e Dave, avendo visto di sfuggita l'assassina dileguarsi, sono gli unici testimoni del delitto, ma vengono arrestati essendo anche le uniche persone sulla scena all'arrivo della polizia. Riescono a fuggire dalla centrale e con l'aiuto di Adele, la sorella di Wally, scoprono che i veri assassini dell'uomo, ossia Eve ed il suo complice Kirgo, sono assoldati da un certo Mr. Sutherland. I due sicari, incaricati di rubare una moneta d'oro all'uomo entrato nel negozio, rapiscono Adele e la portano alla villa del mandante. Mentre Wally distrae i cani da guardia, Dave riesce a salvare Adele, ma avendo fatto scattare l'allarme viene colto sul fatto e portato da Mr. Sutherland.
Kirgo, catturando Wally, scopre che in realtà la moneta non è una vera moneta ma, come confessato dallo stesso Sutherland, è un particolare superconduttore di enorme valore. Kirgo viene ucciso da Mr. Sutherland, che lo centra sparando al buio nonostante anche quest'ultimo sia affetto da cecità. Eve riesce a uccidere Mr. Sutherland, ma durante la fuga viene catturata e consegnata alla polizia.